# 尹秀吉事件
尹秀吉事件（ユン・スウギルじけん、いんしゅうきちじけん ）は、密入国後に日本で母国の反政府活動をおこなった外国人に対して政治犯罪人不引渡しの原則を適用できるかが争われた日本の裁判（行政訴訟）。

## 概要
1930年に当時の朝鮮に生まれた尹秀吉は、大韓民国成立後の1949年に日本留学試験を受けて合格していたが、正式の留学許可を待っている間の1950年6月に朝鮮戦争が勃発して音無しとなり、1951年に尹は日本留学への夢を実現するために釜山から大牟田を経由して日本に密入国した。
その後、尹は1952年9月より東京大学の研究生として2年在籍したのち、在日本大韓民国居留民団（以下、「民団」と略記）栃木県文化部講師を経て、民団栃木県本部事務局長となっていた。尹は南北平和統一等の言論活動を行なったことで朴正煕政権下で投獄された民族日報社長の助命運動を行なっていたが、在日韓国代表部の意向を受けた民団中央総本部によって「反朴運動」として民団栃木県事務局長を解任された
1962年4月初めに尹は密入国容疑で日本の東京入国管理事務所に収容された。10年前の密入国が発覚したもので、外国人登録令第16条第1項に該当すると認定された。法務大臣への異議申し立てが棄却され、尹には送還先を韓国とする退去強制令書が6月29日付で発行され、身柄は九州の大村収容所に移された。
尹は「自分は民団栃木県本部事務局長として朴政権下で死刑とされた民族日報社長の助命運動を行った行為で処罰されることが確実な政治犯である」として日本国政府（具体的には入国管理局を担当する法務省）を相手に退去強制令書の発布処分取り消しを求めて提訴する。当時の日本は難民条約に加入しておらず、政治亡命者を受け入れる法律がなかった（日本は難民条約に1981年に加入し、1982年に発効している）。
1969年1月25日、東京地方裁判所（杉本良吉裁判長）は「政治犯罪人の不引渡しの原則は国際慣習法であると解するのが相当である」「朴政権下で行われた思想犯への取締りの事実認定から、原告が韓国へ強制送還されると、民族日報社長の助命運動を行った行為で相当の処罰を受ける客観的確実性があることは否定することができない」として尹の主張を全面的に認め、退去強制令書発布処分を取り消した。法務省は控訴をし、1972年4月19日に東京高等裁判所（谷口茂栄裁判長）は「政治犯罪人の不引渡しの原則は、自由と人道に基づく国際慣行であるが、いまだ確立した一般的な国際慣習法とは認められない」として一審を取り消した上で尹の請求を棄却した。
1976年1月26日の最高裁判所第二小法廷（岡原昌男裁判長）は「政治犯罪人の不引渡しの原則は、一般的な国際慣習法として確立しているとは認めがたい。また逃亡犯罪人引渡法は犯罪人引渡し条約が締結されている国に対して政治犯罪人の不引渡しを規定したものでなく、原告が行った活動を理由に韓国で処罰されることは客観的に見て確実ではない」として上告を棄却した。